# 朱真瀞
鉛山榮和王朱真瀞（1500年—1555年），明朝肅藩第一代鉛山王，肅恭王朱貢錝的庶第三子。

## 生平
正德十三年（1518年）六月，封鉛山王。
嘉靖三十四年（1555年），朱真瀞去世，享年五十六岁，諡號榮和。嫡長子朱弼櫃早卒，嫡第二子朱弼榦在六年後襲爵。

## 家庭

### 妻
- 李氏，冊為鉛山王妃。[5]

### 子
- 嫡長子：鉛山長子朱弼櫃
- 嫡第二子：鉛山康裕王朱弼榦